# 阿布雷乌朗迪亚
阿布雷乌朗迪亚是巴西托坎廷斯州的一个市镇。总面积1895.201平方公里，总人口2245人，人口密度1.2人/平方公里。